# Rena Riffel
Rena Riffel (Inglewood, 5 marzo 1969) è un'attrice, regista e produttrice cinematografica statunitense.

## Biografia
Nata a Inglewood, in California, a diciotto anni inizia a dedicarsi al cinema e in piccoli ruoli nelle serie televisive. Nel 1995 ottiene il ruolo di una ballerina, Penny, nel film Showgirls di Paul Verhoeven. Un promo del film viene presentato con successo al festival di Cannes, ma al momento dell'uscita nelle sale, la critica gli riserva uno dei peggiori giudizi nella storia del cinema moderno. Ottiene poi un altro importante ruolo nel film Striptease, campione di incassi.

## Filmografia parziale

### Attrice

#### Cinema
- Gunmen - Banditi (Gunmen), regia di Deran Sarafian (1992)
- Undercover Heat, regia di Gregory Dark (1994)
- Showgirls, regia di Paul Verhoeven (1995)
- Striptease, regia di Andrew Bergman (1996)
- The pornographer, regia di Doug Atchison (1999)
- Amicizie pericolose (Singapore Sling), regia di James Hong (1999)
- Shark in a bottle, regia di Mark Anthony Little (1999)
- Unstabile minds, regia di Surinder Singh (2001)
- Mulholland Drive (Mulholland Dr), regia di David Lynch (2001)
- Caligula's Spawn, regia di Lloyd A. Simandl (2009)
- Trasharella, regia di Rena Riffel (2009)
- Trasharella Ultra Vixen, regia di Rena Riffel (2011)
- Showgirls 2:Penny's from heaven, regia di Rena Riffel (2011)
- Continuity, regia di Philippe Mora (2012)
- The Trouble with Barry, regia di Mike Justice e Stephen Kitaen (2013)
- Absolutely Modern, regia di Philippe Mora (2013)
- Exit to Hell, regia di Robert Conway (2013)
- The Sound of Spying, regia di Philippe Mora (2014)
- My wife is at home, regia di Rena Riffel (2015)
- Noirland, regia si Ramzi Abed (2015)
- Spreading Darkness, regia di Josh Eisenstadt (2017)

#### Televisione
- Sposati... con figli (Married... with Children) – serie TV, un episodio (1997)
- Ragazze a Beverly Hills (Clueless) – serie TV, un episodio (1997)
- Jarod il camaleonte (The Pretender) – serie TV, un episodio (2000)
- I segreti non riposano in pace (Summoned), regia di Peter Sullivan – film TV (2013)

### Regista
- Trasharella (2009)
- Trasharella Ultra Vixen (2011)
- Showgirls 2:Penny's from heaven (2011)
- Astrid's Self Portrait (2015)
- My wife is at home (2015)

## Doppiatrici italiane
- Georgia Lepore, Showgirls, Streaptease
- Letizia Scifoni, Mulholland Drive